# تیوزدی ولد
تیوزدی ولد (انگلیسی: Tuesday Weld؛ زادهٔ ۲۷ اوت ۱۹۴۳) هنرپیشه اهل ایالات متحده آمریکا است. وی بین سال‌های ۱۹۵۵ تا ۲۰۰۱ میلادی فعالیت می‌کرد.

## گزیده فیلمشناسی
- پسرها، دور پرچم جمع شوید! (۱۹۵۸)
- بچه سینسیناتی (۱۹۶۵)
- تعطیلات در سوئد (۱۹۶۵)
- من سربه‌راهم (۱۹۷۰)
- یک جای امن (۱۹۷۱)
- در جستجوی آقای گودبار (۱۹۷۷)
- سارق (۱۹۸۱)
- نویسنده! نویسنده! (۱۹۸۲)
- روزی روزگاری در آمریکا (۱۹۸۴)
- هتل دل‌شکستگان (۱۹۸۸)
- فروپاشی (۱۹۹۳)
- احساس مینه‌سوتا (۱۹۹۶)
- دیوارهای چلسی (۲۰۰۱)
- بررسی رابطه جنسی (۲۰۰۱)